# ماكس بيربوم
ماكس بيربوم (بالإنجليزية: Max Beerbohm)  (و. 1872 – 1956 م) هو كاريكاتيري، وشاعر، وروائي، وكاتب مقالات، ورسام مائي، ورسام، وناقد أدبي بريطاني، ولد في لندن، توفي في رابالو، عن عمر يناهز 84 عاماً.

## التعليم
تعلم في كلية ميرتون، ومدرسة شارترهاوس ‏.

## روابط خارجية
- ماكس بيربوم على موقع IMDb (الإنجليزية)
- ماكس بيربوم على موقع الموسوعة البريطانية (الإنجليزية)
- ماكس بيربوم على موقع قاعدة بيانات برودواي على الإنترنت (الإنجليزية)
- ماكس بيربوم على موقع إن إن دي بي (الإنجليزية)
- ماكس بيربوم على موقع ديسكوغز (الإنجليزية)
- ماكس بيربوم على موقع قاعدة بيانات الفيلم (الإنجليزية)